# Enrique Salgueiro
Enrique Salgueiro Alonso, nacido el 2 de mayo de 1981 en Redondela (provincia de Pontevedra) es un ciclista español ya retirado que fue profesional de 2003 a 2012.

## Palmarés
2005
- Vuelta a León, más una etapa

2006
- Tour de los Pirineos, más una etapa

2009 (como amateur)
- 1 etapa del Cinturón a Mallorca
- 1 etapa de la Vuelta a Extremadura
- 2 etapas de la Vuelta a La Coruña
- Vuelta a Galicia, más 1 etapa
- Trofeo Iberdrola

2010 (como amateur)
- 1 etapa de la Vuelta a León
- 1 etapa de la Vuelta a Zamora

2011 (como amateur)
- 1 etapa del Trofeo Joaquim Agostinho

## Equipos
- Beppi-Ovarense (2003-2004)
- Extremadura-Spiuk (2005-2006)
- Karpin Galicia (2007)
- Extremadura (2008)
- LA Aluminios-Antarte (2012)